# The Power and the Glory
The Power and the Glory es el sexto álbum del grupo de rock progresivo británico Gentle Giant, publicado en 1974. Contrariamente a lo que se cree, el título del álbum y sus letras no están inspiradas en la novela del mismo nombre de Graham Greene, a pesar de que Derek Shulman conocía la novela. El guitarrista Gary Green, miembro de Gentle Giant, ha citado este álbum como su favorito.
El álbum trata de un individuo que busca hacer el bien utilizando poder político. Se siente tentado de abusar del poder, como todos sus predecesores, y finalmente se convierte en aquello contra lo que luchaba.

## Lista de temas
Todas los temas cantados por Derek Shulman, excepto donde se indica.

Todas las canciones escritas y compuestas por Kerry Minnear, Derek Shulman y Ray Shulman. 
| Lado A |                    |                              |          |  |
| N.º    | Título             | Vocalista principal          | Duración |  |
| 1.     | «Proclamation»     |                              | 6:47     |  |
| 2.     | «So Sincere»       | Kerry Minnear, Derek Shulman | 3:51     |  |
| 3.     | «Aspirations»      | Kerry Minnear                | 4:40     |  |
| 4.     | «Playing the Game» | Derek Shulman, Kerry Minnear | 6:46     |  |

| Lado B |                  |                          |          |  |
| N.º    | Título           | Vocalista principal      | Duración |  |
| 1.     | «Cogs in Cogs»   |                          | 3:07     |  |
| 2.     | «No God's a Man» | Derek Shulman y orquesta | 4:27     |  |
| 3.     | «The Face»       |                          | 4:12     |  |
| 4.     | «Valedictory»    |                          | 3:21     |  |

| Bonus tracks en la versión remasterizada |                                                                              |          |  |
| N.º                                      | Título                                                                       | Duración |  |
| 9.                                       | «Proclamation» (En vivo) (bonus track en la edición 35º aniversario)         | 4:54     |  |
| 10.                                      | «The Power and the Glory» (bonus track solo disponible en algunas ediciones) | 2:53     |  |